# Fábio Namatame
Fábio Namatame, (Japão, 1959) é um figurinista e cenógrafo brasileiro, com extensa carreira como figurinista de espetáculos.
Realiza trabalhos de direção de arte, cenários e figurinos para peças de teatro, musicais, apresentações de dança, óperas, shows, publicidade, cinema e TV.
Formado em comunicação e artes pela FAAP, recebeu os prêmios APETESP, APCA, Prêmio Bibi Ferreira, Sesc de Teatro SP, Prêmio Shell de Teatro, Prêmio Cultura Inglesa de Teatro, Prêmio Carlos Gomes de Opera, Festival de Cinema de Paulínia e Prêmio SESC de dança de Belo Horizonte.

## Trabalhos

### Teatro Musical
| Ano  | Peça                                               | Função      |
| ---- | -------------------------------------------------- | ----------- |
| 1989 | Cabaret                                            | Visagista   |
| 2005 | Marília Pêra canta Carmen Miranda                  | Figurinista |
| 2007 | My Fair Lady                                       | Figurinista |
| 2011 | Evita                                              | Figurinista |
| 2011 | Cabaret                                            | Figurinista |
| 2014 | Crazy For You                                      | Figurinista |
| 2015 | Chaplin, O Musical                                 | Figurinista |
| 2015 | Raia 30 – O Musical                                | Figurinista |
| 2016 | My Fair Lady                                       | Figurinista |
| 2016 | O Musical Mamonas                                  | Figurinista |
| 2017 | Memórias Póstumas de Brás Cubas                    | Figurinista |
| 2017 | Cantando na Chuva                                  | Figurinista |
| 2018 | A Pequena Sereia                                   | Figurinista |
| 2019 | As Cangaceiras, Guerreiras do Sertão               | Figurinista |
| 2019 | Chaves - Um Tributo Musical                        | Figurinista |
| 2019 | Aladdin, o Musical                                 | Figurinista |
| 2022 | A Família Addams - O Musical                       | Figurinista |
| 2022 | A Pequena Sereia                                   | Figurinista |
| 2022 | Barnum – O Rei do Show                             | Figurinista |
| 2022 | West Side Story                                    | Figurinista |
| 2022 | Sidney Magal: Muito Mais Que Um Amante Latino      | Figurinista |
| 2022 | Morte e Vida Severina                              | Figurinista |
| 2023 | Além do Ar - Um musical inspirado em Santos Dumont | Figurinista |
| 2023 | Alguma Coisa Podre                                 | Figurinista |
| 2023 | Bob Esponja, o musical                             | Figurinista |
| 2023 | Funny Girl - A Garota Genial                       | Figurinista |
| 2023 | The Town - O Musical                               | Figurinista |
| 2023 | Uma Linda Mulher – O Musical                       | Figurinista |
| 2024 | Tarsila, a Brasileira                              | Figurinista |
| 2024 | O Rei do Rock - O Musical                          | Figurinista |
| 2024 | Priscilla – A Rainha do Deserto                    | Figurinista |
| 2025 | Meninas Malvadas - O Musical                       | Figurinista |
| 2025 | Rock in Rio 40 anos – O Musical                    | Figurinista |
| 2025 | Dreamgirls - Em Busca de Um Sonho                  | Figurinista |

### Peças de Teatro
| Ano  | Peça                                    | Função                  |
| ---- | --------------------------------------- | ----------------------- |
| 1998 | Memórias Póstumas de Brás Cubas         | Direção de arte         |
| 2009 | O Encontro das Águas                    | Cenógrafo e Figurinista |
| 2016 | Esperando Godot                         | Cenógrafo               |
| 2017 | Paixões da Alma                         | Figurinista             |
| 2017 | Visitando o Sr. Green                   | Figurinista             |
| 2018 | A Noite de 16 de Janeiro                | Figurinista             |
| 2018 | Teatro para Quem Não Gosta              | Figurinista             |
| 2018 | Love, Love, Love                        | Figurinista             |
| 2020 | Memórias Póstumas de Brás Cubas         | Figurinista             |
| 2021 | Neste Mundo Louco Nesta Noite Brilhante | Figurinista             |
| 2022 | Terremotos                              | Figurinista             |
| 2023 | Mãos Trêmulas                           | Figurinista             |
| 2023 | Aquário com Peixes                      | Figurinista             |
| 2023 | Pedro e o Lobo                          | Figurinista             |
| 2024 | Dois de Nós                             | Cenógrafo e Figurinista |
| 2024 | Alma Despejada                          | Cenógrafo e Figurinista |
| 2024 | Insignificância                         | Figurinista             |
| 2025 | O Jardim Das Cerejeiras                 | Figurinista             |

### Óperas
| Ano  | Peça                          | Função      |
| ---- | ----------------------------- | ----------- |
| 2014 | As Bodas de Fígaro            | Figurinista |
| 2016 | Dom Quixote                   | Figurinista |
| 2018 | Alcina                        | Figurinista |
| 2023 | Cinderela, de Pauline Viardot | Figurinista |

### Dança
| Ano  | Peça                                                         | Função                | Companhia                    |
| ---- | ------------------------------------------------------------ | --------------------- | ---------------------------- |
| 2014 | Concerto ao Revés                                            | Figurino              | Escola de Dança de São Paulo |
| 2014 | Danças para Piano                                            | Figurino              | Escola de Dança de São Paulo |
| 2014 | A Linguagem das Flores                                       | Figurino              | Escola de Dança de São Paulo |
| 2016 | CONCERTO Nº3 – 1º Movimento Excerto da obra Concerto nº 3    | Figurino              | Escola de Dança de São Paulo |
| 2018 | O Lago dos Cisnes (1ª e 3ª cenas, todos \| 2ª cenas, homens) | Figurino              | São Paulo Companhia de Dança |
| 2022 | Di                                                           | Cenografia e Figurino | São Paulo Companhia de Dança |
| 2022 | Desassossegos                                                | Figurino              | São Paulo Companhia de Dança |

### Cinema
| Ano  | Peça          | Função      |
| ---- | ------------- | ----------- |
| 2003 | Acquária      | Figurinista |
| 1988 | Caramujo-Flor | Maquiagem   |

### Televisão
| Ano     | Programa                 | Função                   |
| ------- | ------------------------ | ------------------------ |
| 2021-23 | The Masked Singer Brasil | Figurinista e bonequeiro |

## Prêmios
| Ano  | Cerimônia            | Categoria                         | Trabalho                     | Resultado |
| ---- | -------------------- | --------------------------------- | ---------------------------- | --------- |
| 2016 | Prêmio Reverência    | Melhor Figurino                   | Chaplin, O Musical           |           |
| 2022 | Prêmio Bibi Ferreira | Melhor Figurino em Peça de Teatro | Terremotos                   | Venceu    |
| 2022 | Prêmio Bibi Ferreira | Melhor Figurino em Peça de Teatro | Teatro Para Quem Não Gosta   | Indicado  |
| 2022 | Prêmio Bibi Ferreira | Melhor Figurino em Musicais       | A Família Addams - O Musical | Indicado  |